# Lullabies
De Lullabies was een punkband uit Utrecht.
De band was in de jaren tachtig van de 20e eeuw actief, hun eerste optreden was op 14 juni 1979 in café "De Baas" in Utrecht. Ze hebben een maxi-single met een aantal eigen nummers uitgebracht, waar ze enige landelijke bekendheid in het live-circuit aan hebben ontleend. Ze kunnen gezien worden als de initiators van de hechte en actieve punkscene in Utrecht in het begin van de jaren 80.
De band zong voornamelijk in het Nederlands en hadden tamelijk politiek incorrecte teksten en aanstootgevende titels voor hun nummers, zoals God is een Nazi. De muziek was, voor een punkband uit die tijd, tamelijk rustig en melodieus. De nummers gingen veelal over linkse tot extreemlinkse onderwerpen, zoals gebruikelijk was voor punkbands uit die tijd. Een nummer van deze band werd uitgebracht op de verzamelsingle Utreg Punx.
In 2021 komt er een verzamelalbum uit, Utreg Punx, waarop ook werk van de Lullabies is terug te vinden.

## Bezetting
De band heeft voor zover bekend slechts een bezetting gekend, die bestond uit de volgende vier artiesten:
- Robin Meyerink - zang
- Lex Vermeend - gitaar
- Gerben Reyers - bas
- Peanut (Gary de Roode) - drums

Gerben Reyers en Lex Vermeend schreven de nummers. Daarnaast speelde Harry Haakman in de begintijd in de band.